# 戸田基大
戸田 基大（とだ もとひろ、1971年 - ）は、日本の写真家。埼玉県川越市生まれ。

## 来歴
1995年、駒澤大学法学部卒業。1998年、専門学校東京ビジュアルアーツコマーシャルフォト専攻卒業。
有限会社日本写真社代表。東京都中野区在住。

## 主な活動
- 1998年「少年玩具」コニカプラザ（東京都新宿区）
- 1999年「恋人の寺」ガーディアン・ガーデン（東京都中央区銀座）
- 2000年「夏草予州」コニカプラザ（東京都新宿区）
- 2004年 第22回ひとつぼ展　写真部門　入選　ガーディアン・ガーデン（東京都中央区銀座）
- 2004年「ああ、北の春」コニカミノルタプラザ（東京都新宿区）
- 2005年「都心に住む」写真展参加　ガーディアン・ガーデン（東京都中央区銀座）
- 2007年「in their rooms」ガーディアン・ガーデン（東京都中央区銀座）[2]